# 閻邦寧
閻邦寧（1532年—？），字仲謐，號月川，河南開封府原武縣閻寔口（今原阳師寨鎮新集村）人，軍籍，明朝政治人物，同進士出身。

## 生平
嘉靖四十三年（1564年）中甲子科河南鄉試第一名舉人（解元）。隆慶二年（1568年）中戊辰科會試第九十三名，三甲第一百九十名進士。授陕西洋县知县，升工部主事、刑部郎中，出为東昌府知府。萬曆七年（1579年）調任直隶松江府知府。萬曆十年（1582年）七月升任山西按察司副使。

## 軼事
民国《原武县志》记载阎邦宁未中解元时，家中极贫，赴開封乡试途中，遇到因布匹被盜，欲跳黃河輕生的母女二人，閻邦寧便将作为盘缠的布匹赠与婦人，夜晚夜宿客店時，忽聽聞有人在他身邊耳語“解元閻邦寧，一布度兩命。”閻邦寧起初不以為意，等到鄉試放榜，閻邦寧果真高中解元。報事官飛馬報喜，希望閻邦寧賞賜一頓美餐。由於性急心切，跑到閻寔口村旁竟然把馬累死了，報事官只好解下馬鈴去打聽其住址。只見閻家茅屋破舊，透風漏雨，閻母正在門前石臼杵玉米摻樹皮混合面準備午餐，報事官大失所望，惱恨得把馬鈴摔碎在閻家門口的石磙上，憤然離去。因此在當地留下一段有趣的俗諺，曰：“解元阎邦宁，一布度二命。跑死报子马，摔碎鹅蛋铃。”

## 家族
曾祖閻銀、祖父閻美、父閻好學。前母徐氏、母桑氏。慈侍下。